# Estación de autobuses del Prado de San Sebastián

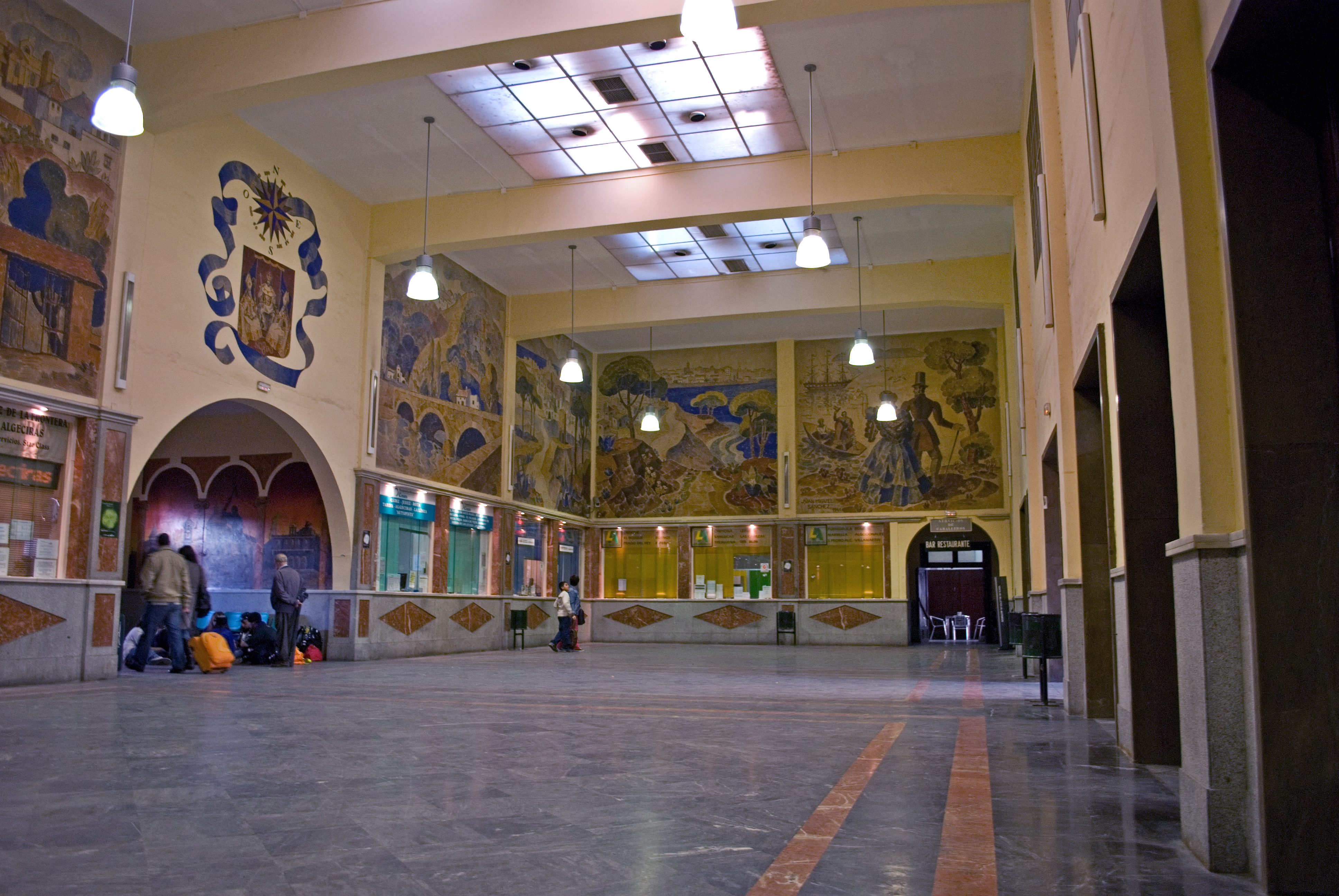
Vestíbulo de la estación de autobuses, con los murales de Juan Miguel Sánchez.

La estación de autobuses del Prado de San Sebastián se encuentra en Sevilla, Andalucía, España. Está al sudeste del casco histórico, en el Prado de San Sebastián, cerca del barrio de San Bernardo.

## Historia
El proyecto fue realizado por Rodrigo Medina Benjumea en 1938. Este pertenecía a Oficinas Técnicas de Arquitectura e Ingeniería S.A., en la que también estaban Felipe Medina Benjumea, Luiz Gómez Estern y Alfonso Toro. Su estilo arquitectónico es racionalista. La estación y los bloques de pisos que la rodean se construyeron entre 1938 y 1944. Fue la primera estación de autobuses de Andalucía.
En mayo de 1960 se hizo un proyecto de aparcamiento de autobuses y servicio de repostaje para los mismos. La realización de dicho aparcamiento se aprobó en 1969.

## Características
El vestíbulo está decorado con murales de Juan Miguel Sánchez. Se trata de ocho murales fovistas que presentan escenas costumbristas andaluzas o paisajes de la geografía de la región. Entre ellos hay uno de su tierra natal, El Puerto de Santa María. Fueron realizados en 1941.
El vestíbulo tiene 15 taquillas. La estación tiene 24 andenes.
El propietario es el Ayuntamiento de Sevilla y, tras unas obras de rehabilitación en 2014, se ha destinado a autobuses turísticos.